# ブルシャスキー語
ブルシャスキー語（ブルシャスキーご、Burushaski）は、パキスタン北部に位置するカラコルム山脈及びヒンドゥークシュ山脈の一部で使用されている孤立した言語である。ブルショー人によって話される。
パキスタンギルギット・バルティスタンのフンザ－ナゲル地区のフンザ谷、ナゲル谷、更にギズル地区のヤスィン谷やイシュコマン谷で用いられており、同州の中心都市であるギルギットにもブルシャスキー語を使用できる者は存在する。現在ではフンザを中心とした広域で共通語としての地位を確保している。ブルシャスキー語の話者人口は約4万人とも10万人とも報告されている。
他のいかなる言語とも関連性が証明されておらず、おそらくは、ドラヴィダ人やアーリア人の相次ぐ侵入によってほとんど消滅してしまった、先史時代の言語集団の末裔であろうと考えられている。借用語はウルドゥー語や英語、古くはペルシア語から多く取り入れている。ウルドゥー文字を基にして同人的に考案されたブルシャスキー文字も存在するが、一般には使用されていない。

## 方言
ブルシャスキー語にはフンザ、ナゲル、ヤスィンの3つの大方言がある。基本語彙では、ナゲル方言とフンザ方言には約95%、ヤスィン方言とフンザ方言には約70%の語彙類似性がある。フンザ方言が最も語彙保存率が高く、ナゲル方言にはシナー語から、ヤスィン方言にはコワール語からの借用語が比較的多く見受けられる。
狭くはフンザ方言のみをブルシャスキー語と呼び、ナゲル方言にはカジュナー語（Khajunaa）、ヤスィン方言にはウェルシクワール語（Werchikwar）という別名がある。これらはそれぞれ順に、シナー語、コワール語に由来した言語名である。一部でブルシャスキー語の別名としてミシャスキー語（Mishaski）という名称が挙げられていることがあるが、これはブルシャスキー語で「我々の言葉（で）」という単語であり、言語名として捉えるのは誤解である。

## 他の語族との関係
孤立した言語であるブルシャスキー語だが、一部でエニセイ語族との関係が議論されている。仮説段階の大語族であるデネ・コーカサス語族にも含まれている。